# Sapindus saponaria
Sapindus saponaria L., llamado amole o paraparo, es una especie de árbol de la familia Sapindaceae. Se encuentra especialmente en América.

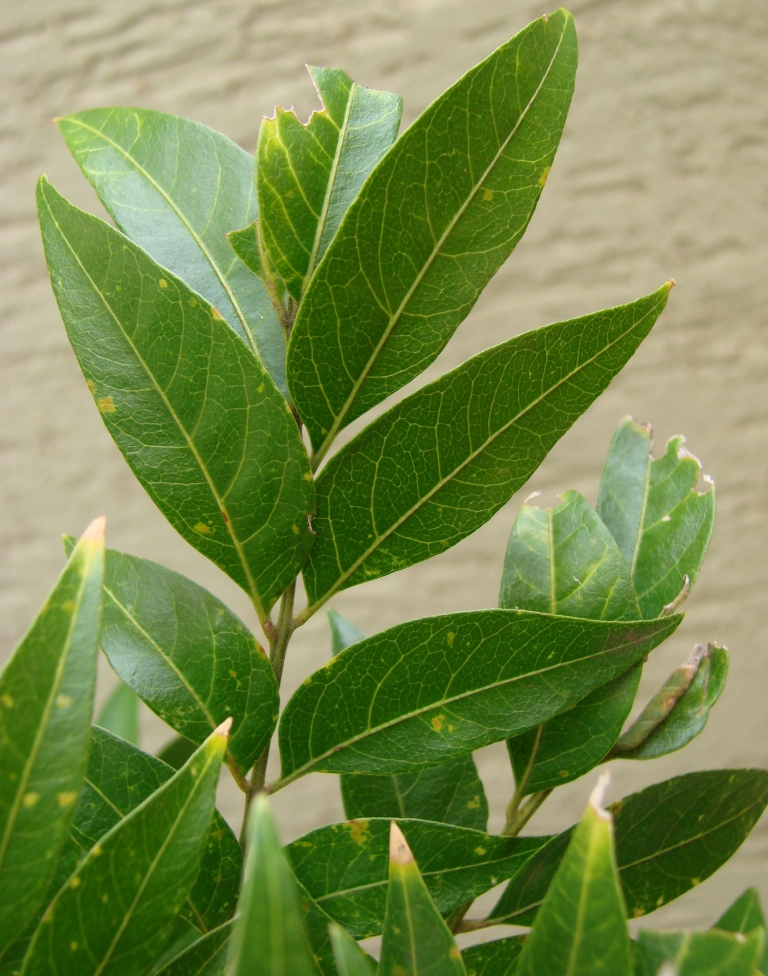
Hojas

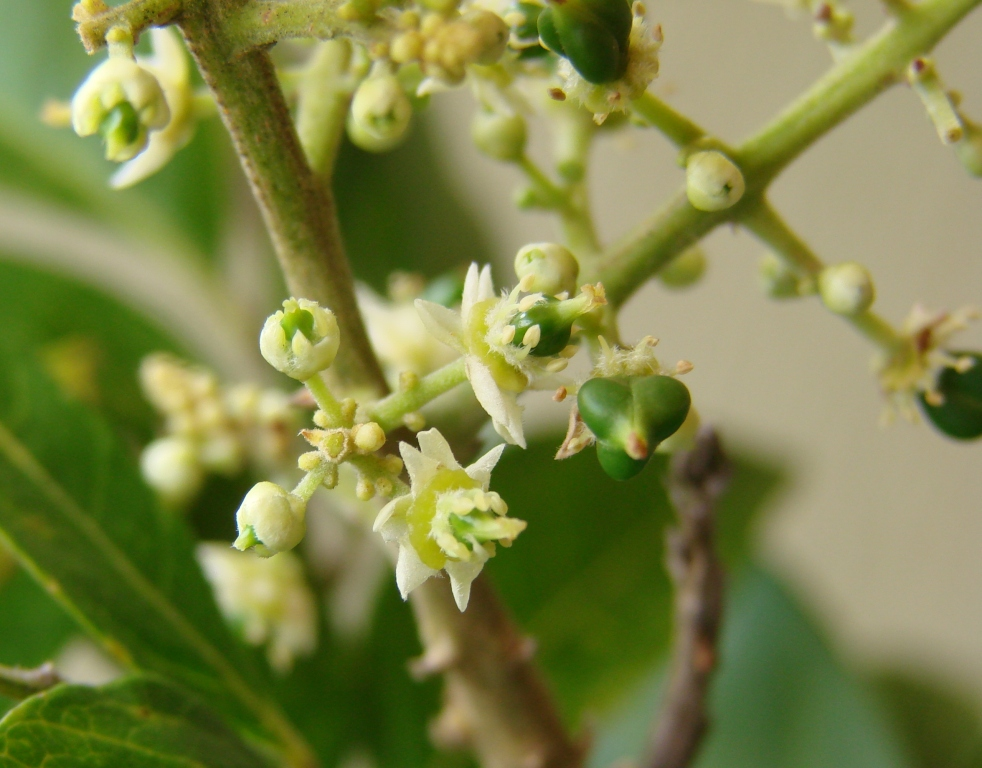
Flores

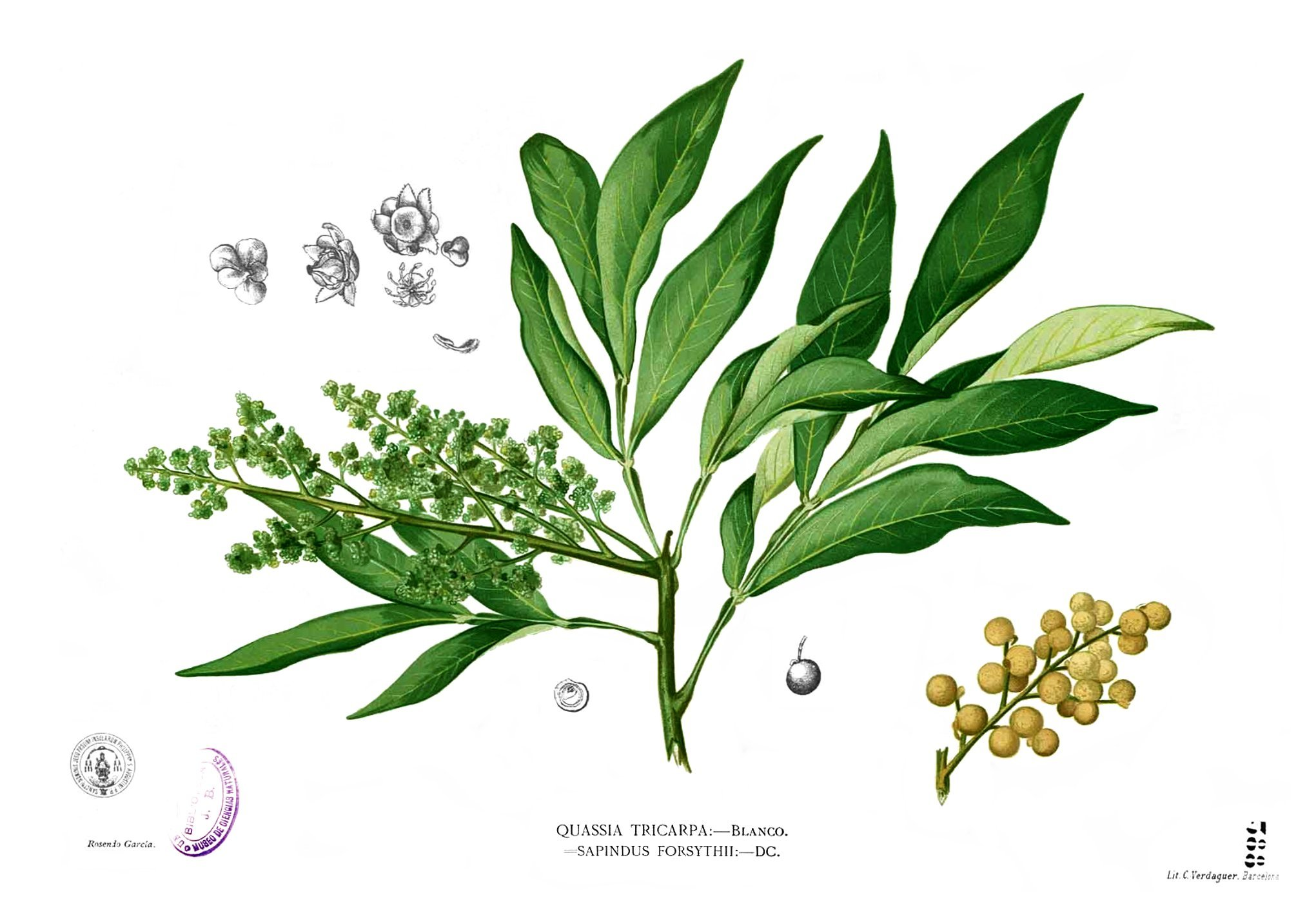
Ilustración

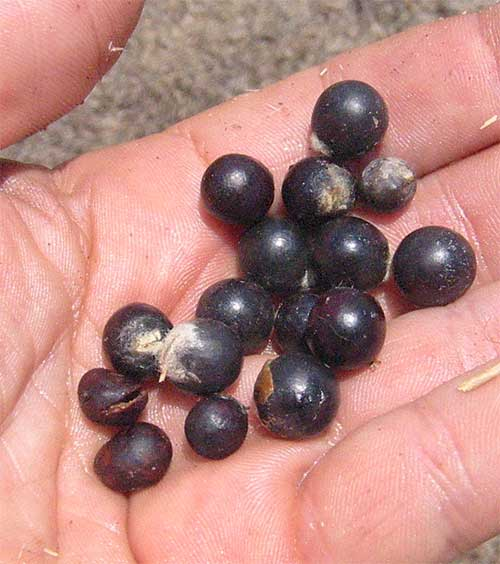
Semillas

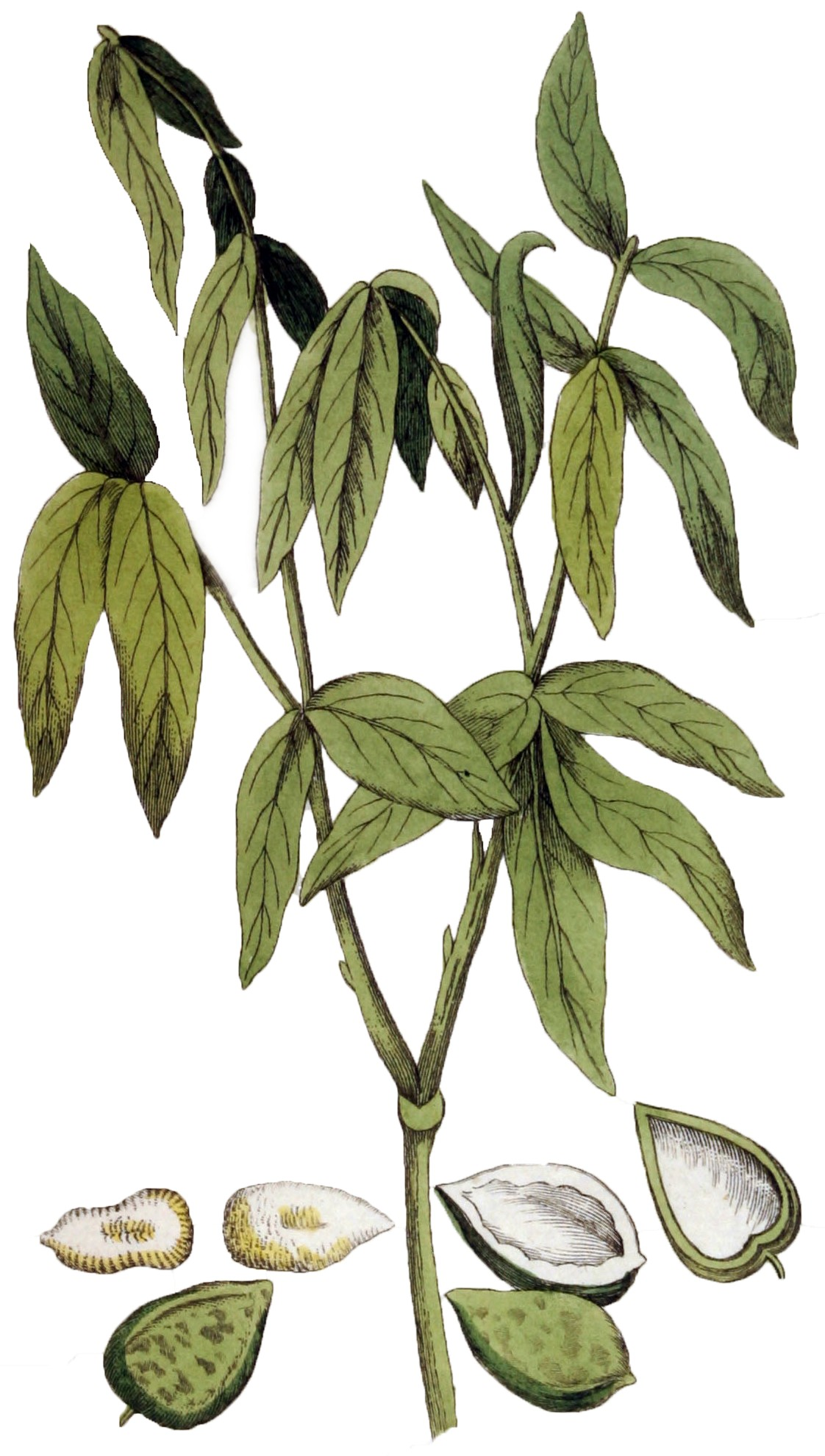
Ilustración

## Descripción
Árbol pequeño a mediano, siempre verde, que alcanza los 16 m de altura y hasta 45 cm de DAP, y excepcionalmente hasta 25 m de altura y 80 cm de DAP. Su copa es amplia y se ramifica a poca altura. Corteza verrugosa, algo lisa, gris clara a gris oscura. La hojas son alternas, pinnadas y miden de 9-50 cm de largo. Las láminas de las hojuelas no tienen pelos y van generalmente pareadas, midiendo de 4-25 cm de largo, con el borde liso u ondulado y acabadas en punta. Los grupos de flores son panículas laterales, de 15-45 cm de largo con numerosas flores pequeñas blancuzcas.
Los frutos son drupas redondas de 15 mm de diámetro, color café lustroso, que contienen una pulpa pegajosa y una semilla de 1 cm de diámetro, redonda y negra. Tanto la pulpa como la semilla
son venenosas.
Se reconoce por tener el tronco liso con líneas horizontales. Tiene una pequeña estípula entre las hojuelas terminales. Las hojuelas tienen más de 3 cm de ancho y el raquis de la hoja es acanalado y
estrechamente alado.

## Manejo de la semilla
Los frutos se recolectan directamente del árbol o del suelo cuando
presentan una coloración verde amarillenta. Es común encontrar
frutos alrededor del árbol durante todo el año. Se trasladan los frutos y se extienden al sol de dos a tres días por períodos de tres
a cuatro horas. La semilla se extrae manualmente. Cada kg contiene
de 1500 a 7400 semillas. La germinación en semilla fresca está alrededor del 85-90%. Almacenadas a condiciones ambientales mantienen
su viabilidad de uno a tres meses. Sin embargo, se pueden
mantener viables por 6-18 meses almacenadas en recipientes herméticos
en cámaras frías a 5 °C y bajo contenidos de humedad del 6-8 %.

## Usos
Su madera se usa para leña y también para carpintería de interior, construcciones rurales, horcones, mangos de herramientas y postes de cerca.
La pulpa de los frutos contiene gran cantidad (30%) de una sustancia llamada saponina. Al estrujar los frutos estos hacen espuma que antes se usaba como jabón para lavar la ropa, dándole el nombre común de amole (del náhuatl amolli) o, también, jaboncillo. De hecho, en México, el uso del verbo amolar, de uso muy frecuente, deriva del desgaste de las prendas deslavadas y muy deterioradas por haberse lavado muchas veces con esta sustancia; al grado que actualmente, en ese país, "amolar" es sinónimo de "deteriorar".
Otra manera de obtener el jabón es cortar la pulpa y ponerla en agua para producir la espuma. También tiene uso en perfumería y farmacia (tinturas y emplastos). De la almendra se extrae un aceite que puede quemarse para alumbrado. El cocimiento de la corteza se puede usar como sudorífico y diurético, todo ello de empleo común en Mesoamérica, de donde pasó, a fines del siglo XVI, a Filipinas y de allí a otros países asiáticos.
Las semillas molidas han servido también como barbasco para pescar y como insecticidas, por lo que se considera nocivo para el consumo de seres vivos. Debido a su dureza, se han usado en artesanías para hacer collares y rosarios, y como chibolas o canicas para el juego de los niños y niñas. Las hojas son de baja palatabilidad para el ganado. Es una planta melífera. En el pasado fue una especie con mayor importancia debido a su uso para hacer jabón, y por lo tanto era habitual encontrarla en cafetales, orillas de ríos y patios y huertos caseros. Hoy en día, su importancia se ha reducido debido a la disponibilidad de sustitutos químicos para el jabón, a un costo que el pequeño productor puede permitirse en la mayoría de los casos. Por lo tanto, su importancia actual radica en sus usos como leña y madera de uso local y como especie ornamental, medicinal, insecticida y para artesanías.
La especie es usada como sombra en cafetales en El Salvador, en cercas vivas, y a veces como ornamental o para recuperación de suelos; también es utilizado por joyeros para codear la plata (método en el que se limpia y lustra la joyería fabricada con plata, con la espuma producida por el fruto de pacun, que es la manera en la que se le conoce vulgarmente).
En algunas comunidades de la selva lacandona, chiapas, lo utilizan como árbol forrajero en los potreros.

## Taxonomía
Sapindus saponaria fue descrita por Carlos Linneo y publicada en Species Plantarum 1: 367, en el año 1753.
Etimología
Sapindus: nombre genérico que deriva de las palabras del latín sap que significa "jabón", e indicus, que significa "de la India ". Sin embargo, el amole (del náhuatl amolli) es una planta de origen mesoamericano, con el que en muchas partes de México y Centroamérica todavía se conoce esta planta, que los conquistadores europeos llamaron de las Indias.
saponaria: epíteto en latín que significa "jabonosa"
Sinonimia
| - Sapindus abruptus Lour. - Sapindus alatus Salisb. - Sapindus divaricatus Cambess. - Sapindus forsythii DC. - Sapindus inaequalis DC. - Sapindus indica Poir. - Sapindus microcarpus Jard. - Sapindus mukorossi Gaertn. - Sapindus peruvianus Walp. - Sapindus peruvianus var. dombeyanus Walp. - Sapindus peruvianus var. meyenianus Walp. - Sapindus rigidus Mill. - Sapindus saponaria f. genuinus Radlk. - Sapindus stenopterus DC. - Sapindus thurstonii Rock - Sapindus turczaninowii Vidal |

Nombre común
- árbol de las cuentas del jabón, árbol de las cuentas jaboneras, árbol de las nueces jaboneras, bolillos, jaboncillo, jabonero, para-para.[5]
- boliche, paraparo, paraparal (abundancia de paraparo), amole, chambimbe, jaboncillal, choloque, palo jabón, chumbimba.